# Phare de Ponta Varandinha
Le phare de Ponta Varandhinha est un phare situé au sud-ouest de l'île de Boa Vista, l'une du groupe des îles de Barlavento, au Cap-Vert.
Ce phare est géré par la Direction de la Marine et des Ports (Direcção Geral de Marinha e Portos ou DGMP) .

## Histoire
Ponta Varandinha est le point le plus au sud-ouest de l'île, sur la Praia da Varandinha (en). Il est sur la zone de la Reserva Natural de Morro de Areia proche du village de Povoação Velha.

## Description
C'est une tour carrée en poutrelles métalliques, avec galerie et lanterne, de 7 m de haut.
Ce feu émet, à une hauteur focale de 22 m, deux éclats blancs par période de six secondes. Sa portée nominale est de 10 milles marins (environ 18 km).
Identifiant : ARLHS : CAP-014 ; PT-2100 - Amirauté : D2916 - NGA : 113-2417 .

### Lien connexe
- Liste des phares au Cap-Vert